# Thunderbolts*
Thunderbolts* (später auch vermarktet als The New Avengers) ist ein US-amerikanischer Science-Fiction-Action-Film von Regisseur Jake Schreier, der am 2. Mai 2025 in die US-amerikanischen, am 1. Mai 2025 in die österreichischen und bereits am 30. April 2025 in die deutschen Kinos kam. Es handelt sich um den 36. Spielfilm innerhalb des Marvel Cinematic Universe (MCU) und den Abschluss der sogenannten Phase Fünf. In den Hauptrollen sind Florence Pugh, Lewis Pullman, David Harbour, Sebastian Stan, Wyatt Russell, Hannah John-Kamen und Julia Louis-Dreyfus zu sehen.

## Handlung
Die ehemalige Widow Yelena Belova hat den Tod ihrer Ziehschwester Natasha Romanoff noch immer nicht angemessen verarbeiten können und sucht nach einem größeren Sinn im Leben. Aufträge für die zwielichtige CIA-Direktorin und Contessa Valentina Allegra de Fontaine erfüllt sie eher gleichgültig und gelangweilt. Nachdem sie routiniert ein Labor in Kuala Lumpur, Malaysia in die Luft gesprengt hat um Beweise des Projekts Sentry zu vernichten, sehnt sie sich nach Veränderung und mehr Öffentlichkeitsarbeit.
Valentina sieht sich unterdessen aufgrund ihrer Historie mit der O.X.E. Group, einem dubiosen Unternehmen, welches anscheinend Menschenversuche durchführt und Superhelden zu erschaffen versucht, mit einem Impeachment-Verfahren seitens des US-Kongresses konfrontiert und muss vor einem Untersuchungsausschuss aussagen. Um ihren Kopf aus der Schlinge zu ziehen und jegliche Verbindung ihrerseits zum geheimen Projekt Sentry zu kappen, beschließt sie, sich von losen Enden zu trennen. Unter dem Vorwand, ihr danach eine andere Aufgabe zu geben, entsendet sie Yelena für einen letzten Auftrag zu einer geheimen Lagerhalle in Utah, um die Diebin Ava Starr alias Ghost aufzuhalten. Vor Ort trifft sie im Tresor der Lagerhalle allerdings auch auf John Walker alias U.S. Agent, der sie töten soll, Antonia Dreykov alias Taskmaster, die Walker als Ziel hat, und Ghost, die sich um Taskmaster kümmern soll. Nachdem die Gruppe sich gegenseitig in Kämpfe verwickelt und Ghost Taskmaster mit einem Kopfschuss ausschaltet und damit als einzige ihren Auftrag erfüllt, gibt sich ein junger Mann namens Bob im Tresor zu erkennen. Bob hat allerdings mit Amnesie zu kämpfen und kann sich an wenig erinnern, lediglich an eine medizinische Studie, an der er freiwillig teilnahm.
Als die Gruppe feststellt, dass Valentina sich ihrer entledigen will, entpuppt sich der Tresor als Verbrennungsanlage, der sämtliche Beweise inklusive den Versammelten einäschern soll. Gemeinsam entkommt die Gruppe der Falle, wobei Bob die Fußsoldaten der O.X.E. Group ablenkt, das Feuer bereitwillig auf sich zieht und niedergeschossen wird. Dabei erweist sich Bob unerwartet als unverwundbar, während Yelena, Walker und Ghost fliehen können. Infolge eines Fluchtversuchs fliegt Bob in den Himmel, stürzt aber unmittelbar danach wieder ab, wird in Gewahrsam genommen und auf Valentinas Befehl nach New York City gebracht. Wie sich herausstellt, ist Bob das einzige überlebende Testsubjekt von Projekt Sentry, wodurch Valentina eine einmalige Chance wittert. Das Trio auf der Flucht wird derweil von Yelenas Ziehvater Alexei Shostakov aufgegabelt, der von Valentinas Aktivitäten Wind bekam.
Alexei gibt der Gruppe dabei den Namen Thunderbolts, benannt nach dem Fußballteam aus Yelenas Schulzeit. Kurz darauf nimmt ein Konvoi der O.X.E. Group die Verfolgung auf, wird jedoch durch den plötzlich auftauchenden Bucky Barnes unschädlich gemacht. Bucky will Yelena, Walker und Ghost im Rahmen des Impeachment-Verfahrens gegen Valentina als Zeugen vorladen. Zuvor hatte Bucky als Kongressabgeordneter in Washington, D.C. Valentinas Verfahren als Beobachter beigewohnt und versucht, ihre Assistentin Mel zur Aussage zu bewegen. Zwischenzeitlich äußert Mel bei Valentina Bedenken bezüglich Bob, mit vollem Namen Robert Reynolds, aufgrund einer schwierigen Kindheit und Vorgeschichte sowie Meth-Abhängigkeit. Valentina schlägt diese Sorgen aber in den Wind und gibt sich Bob gegenüber fürsorglich und ermutigt ihn seine Fähigkeiten zu testen, wobei sie, wie zuvor Yelena und Walker, auf mysteriöse Weise ein vergangenes, dunkles Ereignis erneut durchlebt. Als Mel in einem späteren Telefonat mit Bucky die Aussagen der Thunderbolts hinsichtlich Bob bestätigt und ernste Befürchtungen hegt, schließt sich Bucky der Gruppe an. Daraufhin stürmen die Thunderbolts kurze Zeit später den ehemaligen Avengers Tower, mittlerweile Watchtower, in New York City.
In der obersten Etage präsentiert Valentina den Thunderbolts stolz den inzwischen kostümierten Bob, nun Sentry genannt. Durch seine immensen Kräfte, die stärker als alle Avengers kombiniert sind und der Macht tausend explodierender Sonnen entsprechen, setzt er die Gruppe im Auftrag Valentinas mit Leichtigkeit außer Gefecht. Mit Sentry als Werkzeug plant sie ein neues Zeitalter der Sicherheit einzuleiten und ihre eigenen Ziele durchzusetzen, ohne jemandem Rechenschaft ablegen zu müssen. Allerdings entwickelt Sentry binnen kurzer Zeit einen Gotteskomplex und wendet sich auch gegen Valentina, doch Mel aktiviert einen Notausschalter in seinem Kopf, wodurch er scheinbar getötet wird. Dies triggert jedoch unerwartet eine zweite Persönlichkeit, ein schattenartiges Wesen namens Void, welches die Manifestation von Bobs Traumata und Ängsten darstellt, die Stadt in einen weitreichenden Mantel der Dunkelheit hüllt und die Menschen nacheinander in Schatten verwandelt.
Auf der Straße raufen sich die Thunderbolts nach ihrer Demütigung durch Sentry schließlich wieder zusammen und retten mehrere Zivilisten vor herabstürzenden Trümmern. Mit der Erkenntnis, den nun entfesselten Void nicht einmal annähernd im Kampf bezwingen zu können, entschließt sich Yelena, die Schattendimension zu betreten. Nachdem sie sich ihren eigenen Traumata und schmerzlichen Erinnerungen in verschiedenen Räumen gestellt hat, findet sie Bob, isoliert in einem eigenen Raum der Schuld. Als die anderen Thunderbolts sie kurz danach erreichen, führt Bob sie zum Zeitpunkt, als er an der Studie teilnahm und die Experimente an ihm durchgeführt wurden. Dort konfrontiert die Gruppe Void, der die Thunderbolts in einen handlungsunfähigen Zustand versetzt. Daraufhin kämpft Bob gegen Void und schlägt mehrfach auf ihn ein, womit seine dunkle Seite allmählich die Überhand gewinnt. Indem die Thunderbolts Bob erinnern, mit seiner Situation nicht allein zu sein und ihn in die Arme schließen, siegt Bob schließlich, wodurch Void verschwindet und die Stadt wieder zur Normalität zurückkehrt.
Kurz danach versuchen die Thunderbolts und Bob, Valentina zu verhaften, diese lockt sie allerdings zu einer Pressekonferenz und stellt sie der Welt als New Avengers vor. Dabei macht Yelena Valentina dennoch verständlich, nun ihnen zu gehören.
In einer Mid-Credit-Szene versucht Alexei erfolglos eine Kundin im Supermarkt zum Kauf einer Wheaties-Packung mit einem Bild der New Avengers zu überreden. In einer Post-Credit-Szene, angesiedelt vierzehn Monate später, haben sich die New Avengers und Bob mittlerweile fest etabliert und im Avengers Tower niedergelassen. Obgleich von der US-Regierung akzeptiert, reagiert die Öffentlichkeit jedoch verhalten und der neue Captain America Sam Wilson verklagt die Gruppe wegen der Bezeichnung Avengers. Bob vermeidet es zudem, als Sentry aufzutreten, da er ein Wiedererwachen von Void fürchtet. Schließlich erreicht die Gruppe ein Notrufsignal aus dem Weltraum, ehe ein Satellit ein mysteriöses Raumschiff mit einer großen Vier zeigt.

## Produktion

### Vorgeschichte und Hintergrund

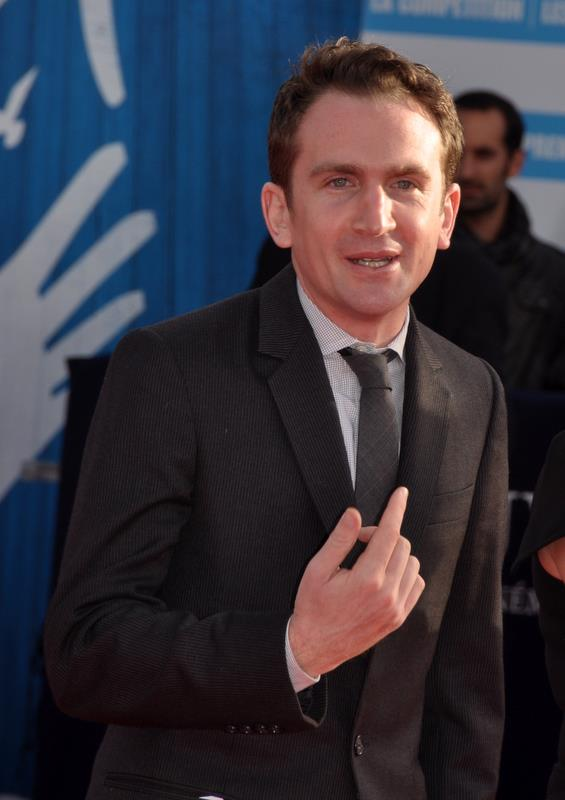
Regisseur Jake Schreier (2012)

Bereits während der Produktion von Guardians of the Galaxy (2014) zeigte Regisseur James Gunn Interesse an einem Film über die Thunderbolts. Nach seinem 2021 veröffentlichen Spielfilm The Suicide Squad, angesiedelt im DC Extended Universe, nahm Gunn jedoch Abstand davon, da die beiden titelgebenden Teams ein ähnliches Konzept darstellten.
Im Juni 2022 wurde schließlich über ein geplantes Projekt zu den Thunderbolts berichtet, wobei Jake Schreier als Regisseur und Eric Pearson als Drehbuchautor bekanntgegeben wurden. Parallel wurde berichtet, dass der Film die Phase fünf abschließen und am 26. Juli 2024 in den US-amerikanischen Kinos erscheinen soll. Durch die spätere Verschiebung von Blade erfolgt der Abschluss von Phase 5 durch diesen Film. Im Juni 2023 wurde der Film ein weiteres Mal verschoben, nun auf den 20. Dezember 2024.
Ende März 2023 ersetzte man Pearson mit Lee Sung Jin als Drehbuchautor. Als Grund für die Überarbeitung des Drehbuchs wurde berichtet, dass sich die erste Fassung mehrheitlich um die wiederkehrenden Figuren aus Black Widow (2021) gedreht habe. Mit Joanna Calo wurde im März 2024 eine weitere Drehbuchautorin bekannt, die das Drehbuch überarbeitete. Die Story des finalen Drehbuchs wurde Pearson zugeschrieben, der zudem neben Calo einen Credit als Co-Autor erhielt, Jin wiederum bedachte man für zusätzliches off-screen Material.
Scarlett Johansson, welche Natasha Romanoff / Black Widow im MCU spielte, wurde vor dem Start des Films in Marketingmaterial als Executive Producer aufgeführt. Als weitere Executive Producer sind Louis D’Esposito, Brian Chapek und Jason Tamez tätig. Im Juni 2025 erklärte Johansson allerdings nicht am Projekt beteiligt gewesen zu sein, weshalb sie um die Entfernung ihres entsprechenden Credits im Abspann gebeten hatte.
Regisseur Schreier wollte mit dem Film explizit ernste Themen wie Depressionen und Psychische Gesundheit in den Fokus rücken und thematisieren, wofür er von der Besetzung gelobt wurde. Für die Rolle von Bob / Sentry sprach er zudem mit Paul Jenkins, der die Figur einst für die Comics erschuf. Als Einfluss und Inspiration benannte er daneben den Animationsfilm Toy Story 3 (2010).

### Bezüge zum MCU und verworfene Pläne
Inhaltliche Rückbezüge umfassen den Avengers Tower, zuletzt erwähnt in Spider-Man: Homecoming (2017) und zwischenzeitlich gekauft durch Valentina Allegra de Fontaine. Im Film gilt das ehemalige Hauptquartier der Avengers nun als Watchtower; in den Comics trug die Zentrale des Superhelden Sentry jene Bezeichnung.
Rund um den Charakter Robert Reynolds / Sentry wurden mehrere Elemente und Aspekte getreu der Comicvorlage übernommen und umgesetzt, eine größere Änderung war jedoch für den Film notwendig, da man anders eine entscheidende Entwicklung aus Spider-Man: No Way Home (2021) wiederholt hätte.
Das titelgebende Team der Thunderbolts wird im Film durch CIA-Direktorin Valentina Allegra de Fontaine begründet, als De-Facto-Anführer agiert Bucky Barnes. Der im MCU von Daniel Brühl dargestellte Baron Helmut Zemo und in den Comics Anführer der ersten Thunderbolts ist hingegen kein Teil des Films, Schreier zufolge hatte jede ihm präsentierte Version de Fontaine als Begründerin vorgesehen. Die Zusammensetzung des Teams blieb ebenfalls in jeder Version konsistent, wobei Schreier auch das Inkludieren von Man-Thing in Erwägung zog, dieser aber bereits für Werewolf by Night (2022) vorgesehen war.
Pearson gab später Einblicke in ursprünglich vorgesehene Pläne und verworfene Entwürfe, so wollte er Figuren wie Helmut Zemo, Dr. Bill Foster / Goliath und den Red Hulk einbeziehen, dafür war Bucky Barnes kein Teil des Films; seitens Marvel Studios wurde dies allerdings abgelehnt. Auch sahen anfängliche Pläne noch John Walker als Hauptantagonist vor, der durch eine implantierte Bombe und manipuliertes Supersoldatenserum zu einem Hulk werden sollte; stattdessen wurde sich für Sentry entschieden, der Pearson nach schließlich die Geschichte für den Film ermöglichte, die er suchte. Pearson hatte zudem die Herausbildung einer Freundschaft zwischen Ghost sowie Taskmaster basierend auf dem ähnlichen Hintergrund der beiden Figuren geplant und ließ zweite in seinem finalen Entwurf am Leben; die Entscheidung Taskmaster früh zu töten, erfolgte im Rahmen der Überarbeitung durch Calo sowie Regisseur Schreier, während Pearson dies erst im Schnitt sah. In einer weiteren verworfenen Szene sollte Yelena Belova ihre Auftraggeberin Valentina Allegra de Fontaine nach den Ereignissen in Hawkeye (2021) zur Rede stellen, nachdem sie in Black Widow mit der Ermordung von Clint Barton / Hawkeye beauftragt wurde. Ein früher und von Stirb langsam (1988) inspirierter Drehbuchentwurf hingegen sah de Fontaines Tresor als alleinigen Schauplatz der Handlung vor, aus dem die Figuren entkommen müssen.
Nach der Vorstellung der Thunderbolts als New Avengers in der letzten Szene des Films wurde der Filmtitel im Abspann in The New Avengers geändert. Um Spoiler während des Drehs zu vermeiden, wurde im Beisein der Statisten vor Ort eine leicht variierte Version der finalen Szene gedreht, in welcher de Fontaine das titelgebende Team als New Thunderbolts vorstellt. Die Post-Credit-Szene deutet dabei auf den nachfolgenden Film The Fantastic Four: First Steps (2025) hin, die ebenfalls von Calo geschrieben wurde. Ein kurzer humorvoller Dialog zwischen Bucky Barnes und John Walker, der ursprünglich auch Teil der Szene war und als Leslie-Nielsen-Sketch beschrieben wurde, schaffte es nicht in die finale Schnittfassung.
Frühe Ideen seitens Pearson für die Post-Credit-Szene beschäftigten sich mit noch mit Kang der Eroberer und Helmut Zemo, der im Stile der Figur Keyser Söze aus Die üblichen Verdächtigen (1995) aus dem Gefängnis die Fäden zieht; durch die Neuausrichtung und das Aufgeben der Thematik um Kang war man zum Umdenken gezwungen. Schreier enthüllte später zudem die Arbeit an einer anderen alternativen Post-Credit-Szene, in der das Meerschweinchen aus dem Labor in der Eröffnungsszene des Films in der Schattendimension von Void umherirrt.

### Besetzung

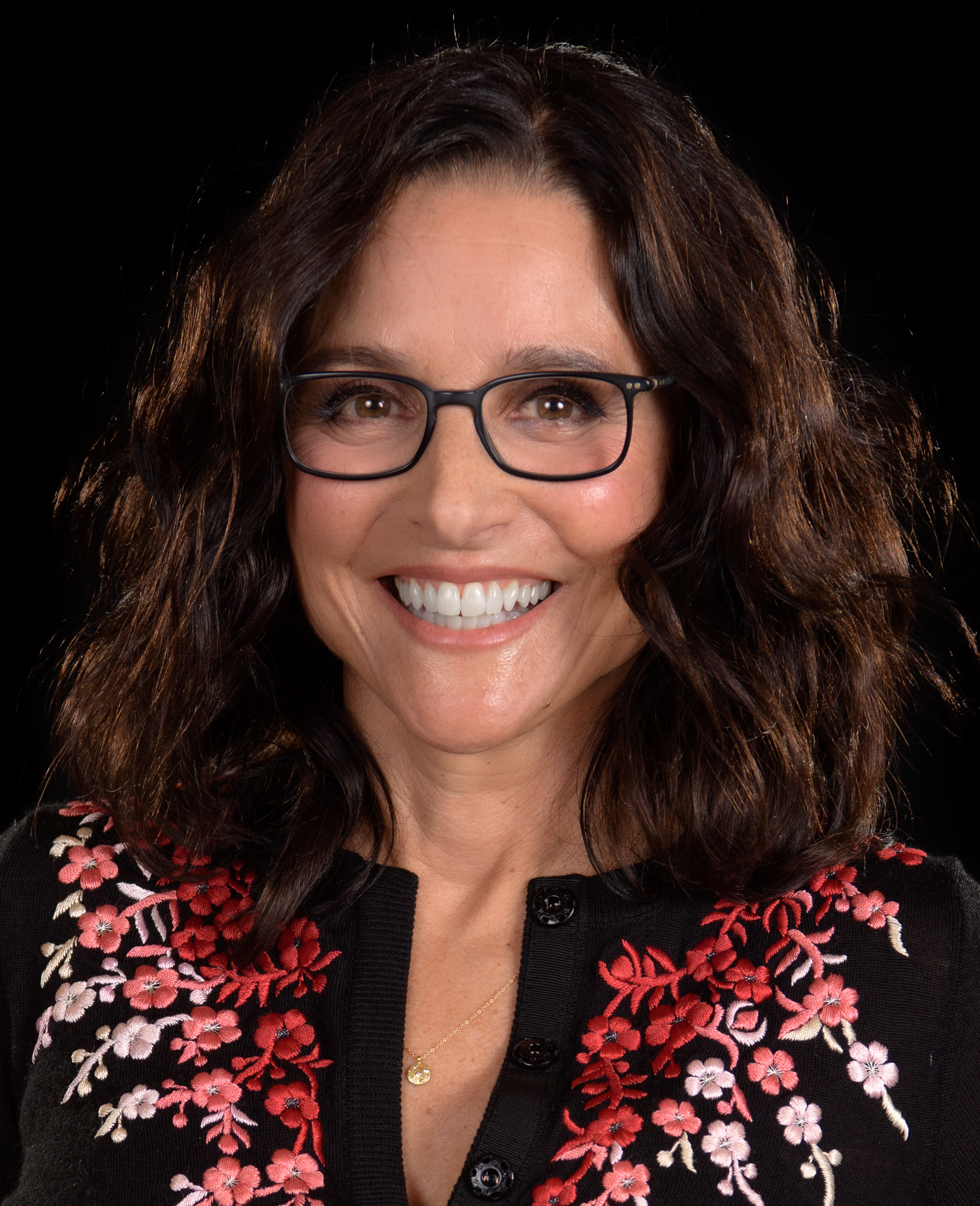
Julia Louis-Dreyfus verkörpert die zwielichtige Strippenzieherin und eigentliche Antagonistin Valentina Allegra de Fontaine.

Anfang September 2022 wurde Florence Pugh in der Rolle von Yelena Belova als Hauptdarstellerin des Films und Anführerin der Thunderbolts gehandelt, daneben wurde ebenfalls über die Rückkehr von Wyatt Russell als John Walker / U.S. Agent und Brühl als Helmut Zemo aus The Falcon and the Winter Soldier (2021) spekuliert. Auf der D23 Expo im gleichen Monat erfolgte die Bestätigung von Pugh, Russell und Julia Louis-Dreyfus als Valentina Allegra de Fontaine, welche jene beiden vorher rekrutiert hatte und erneut in Black Panther: Wakanda Forever (2022) auftauchte, während MCU-Veteran Sebastian Stan als Bucky Barnes / Winter Soldier, David Harbour als Alexei Shostakov / Red Guardian sowie Olga Kurylenko als Antonia Dreykov / Taskmaster aus Black Widow und Hannah John-Kamen als Ava Starr / Ghost aus Ant-Man and the Wasp (2018) das Team vervollständigten. John-Kamen hatte bereits 2018 nach der Veröffentlichung von Ant-Man and the Wasp Interesse an einem Film über die Thunderbolts geäußert. Die junge Version von Yelena Belova in kurzen Rückblenden wird wie in Black Widow von Violet McGraw gespielt.
Im Oktober 2022 wurde bekannt, dass Harrison Ford nach Captain America: Brave New World (2025) erneut als Thaddeus Ross auftreten soll. Anderen Berichten zufolge war Fords Beteiligung jedoch auf jenen Film begrenzt, dennoch wurde seine Figur zu Beginn des Films erwähnt.
Ayo Edebiri schloss sich im Januar 2023 der Besetzung an, Steven Yeun einen Monat später. Infolge von Terminproblemen stiegen jedoch sowohl Edebiri als auch Yeun 2024 aus dem Projekt aus. Als Ersatz übernahmen jeweils Geraldine Viswanathan und Lewis Pullman die Rollen als de Fontaines Assistentin Mel und Comicfigur Bob / Sentry / Void.
Ebenso wurde die Rückkehr von Laurence Fishburne als Dr. Bill Foster (aus Ant-Man and the Wasp) und Rachel Weisz als Melina Vostokoff (aus Black Widow) berichtet, welche im finalen Film allerdings nicht auftauchten. Daneben wurden Chris Bauer und Wendell Pierce jeweils als O.X.E.-Agent Holt und Kongressabgeordneter Gary besetzt. In einer kleinen Rolle ebenfalls aus The Falcon and the Winter Soldier kehrte Gabrielle Byndloss als Olivia Walker zurück.

### Dreharbeiten

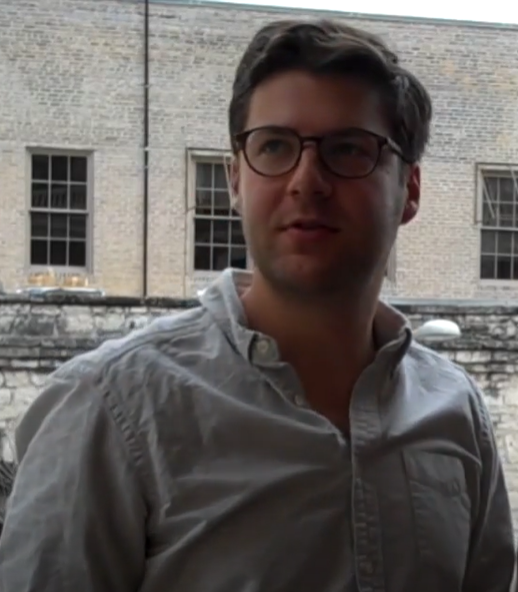
Kameramann Andrew Droz Palermo

Die Dreharbeiten sollten 2023 in Atlanta starten. Anfang 2023 wurde bekannt, dass die Produktion voraussichtlich im Juni 2023 beginnen wird. Im Zuge des WGA-Streiks wurde die Produktion Ende Mai 2023 jedoch wie viele andere zunächst gestoppt.
Die Aufnahmen, die für das IMAX Format gedreht wurden und ebenfalls im ScreenX- sowie 4DX-Format gezeigt werden sollen, begannen schließlich am 26. Februar 2024 unter dem Arbeitstitel Oops All Berries in Atlanta. Als Kameramann fungiert wie zuvor bei Moon Knight (2022) Andrew Droz Palermo. Er sprang als Ersatz für den ursprünglich angedachten Steve Yedlin ein. Gedreht wurde unter anderem in Utah und in Kuala Lumpur, Malaysia.

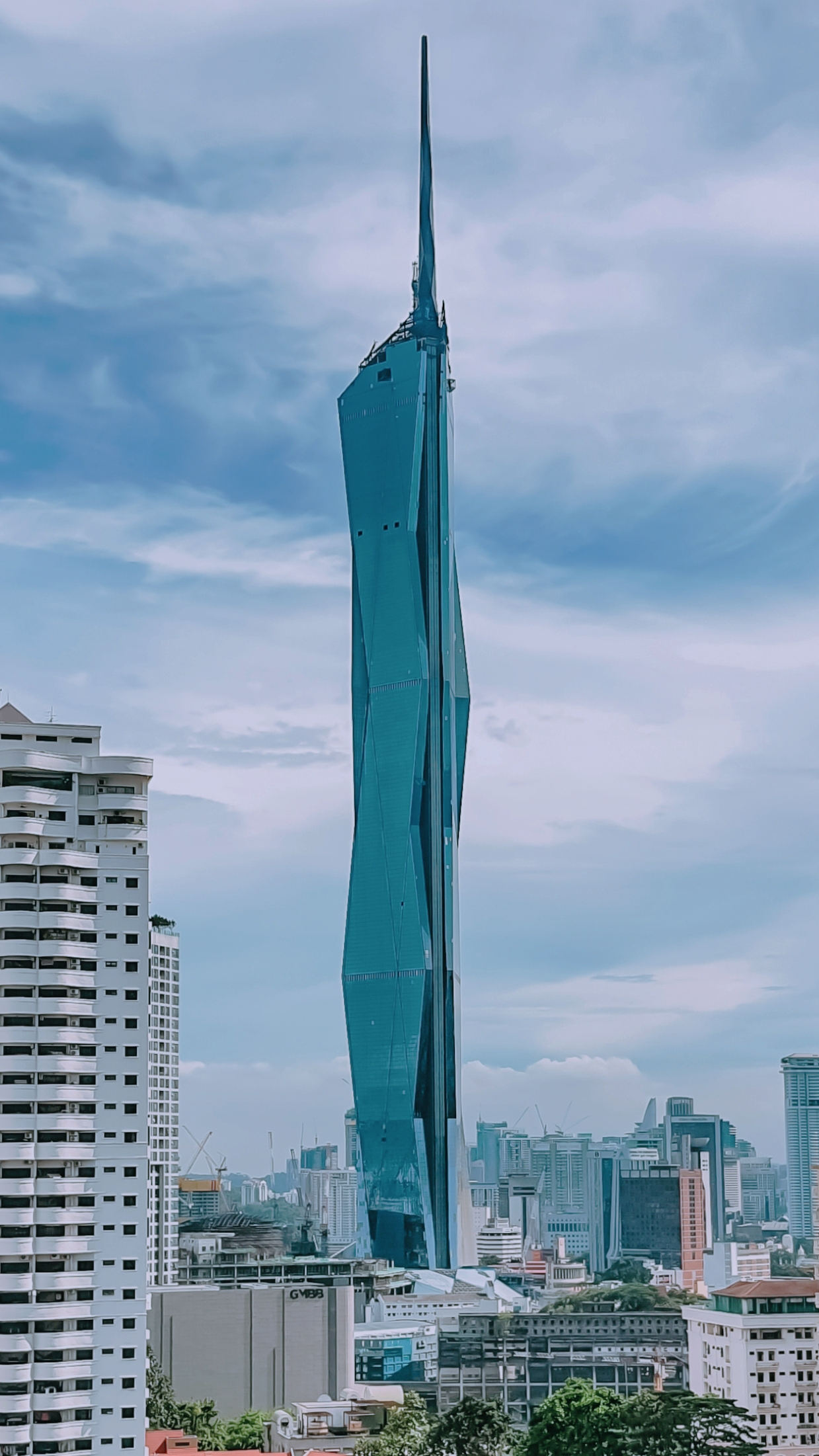
Der Wolkenkratzer Merdeka 118 diente als Kulisse für die Eröffnungsszene.

Dabei absolvierte Darstellerin Pugh ohne den Einsatz von Stuntwomen einen Stunt vom Wolkenkratzer Merdeka 118, nachdem sie wiederholt bei Produzent Feige darauf bestanden hatte. Zuvor erachtete die Produktion den Stunt als zu risikoreich und für problematisch hinsichtlich der Versicherungslage.
Für die Inszenierung des finalen Showdowns zwischen Bob und Void sowie die Darstellung der Räume der Schuld innerhalb der Schattendimension griffen Schreier und Droz Palermo auf eine andere Kameraperspektive zurück, um eine ähnlich Ästhetik wie etwa bei den Independent-Werken Everything Everywhere All at Once (2022) und Being John Malkovich (1999) zu erwecken. Als Vorlage und Inspiration für die von Void in Schatten verwandelten Menschen zog das Team Bilder von Hiroshima nach der Katastrophe des Atombombenabwurfs heran. Pullman verglich die Räume der Schuld daneben mit Darstellungen im Film Vergiss mein nicht! (2004).
Mitte Juni 2024 wurden die Dreharbeiten abgeschlossen, wobei Harbour seine Szenen Ende des Monats abgedreht hatte. Louis-Dreyfus hatte derweil ihre Szenen Anfang Juni abgeschlossen, wobei sie anmerkte, dass der Film mehr zurück zu den Wurzeln ginge und auf so wenig CGI wie möglich setzen wollte. Trotz limitierter Rolle war Kurylenko für ihre einzige Szene im Film am Set anwesend und drehte diese mit den anderen Darstellern. Anfang Dezember 2024 fanden dazu in Atlanta kleine Nachdrehs statt.
Die Post-Credit-Szene des Films wurde im April 2025 in Schreiers Anwesenheit am Set von Avengers: Doomsday durch die Regisseure Anthony Russo und Joe Russo gedreht und war ebenfalls für jenen Film gedacht.

### Ausstattung
Als Szenenbildnerin fungierte Grace Yun, als Supervisor der Visuellen Effekte Jake Morrison.
Für das Kostümdesign zeichnet Sanja M. Hays verantwortlich. Der von Harbour verkörperte Red Guardian erhielt seinen Anzug aus Black Widow mit mehreren Abänderungen, der Anzug der von John-Kamen dargestellten Ghost ist gänzlich neu. Russell zeigte sich wiederum mehr zufrieden hinsichtlich seines neuen Kostüms im Vergleich zu jenem, welches er noch in The Falcon and the Winter Soldier trug. Das Kostüm von Sentry entspricht weitgehend der Comicvorlage.
In der Post-Credit-Szene trägt Bucky Barnes einen neuen Anzug, der vom Erscheinungsbild der Figur in der Comicreihe Captain America: Sentinel of Liberty inspiriert wurde. Alternative Concept Arts für die Kostüme von Yelena Belova referenzieren jene von Natasha Romanoff wie etwa in Iron Man 2 (2010). Frühere Concept Arts für Void sahen anstatt des Schattens eine deutlichere Annäherung an die Darstellung in der Comicvorlage vor. Die Veröffentlichung des Buches Thunderbolts: The Art of the Movie, welches unter anderem jene Concept Arts inkludiert, ist für den 26. August 2025 vorgesehen.
Das Filmbudget belief sich auf etwa 180 Millionen US-Dollar.

### Musik

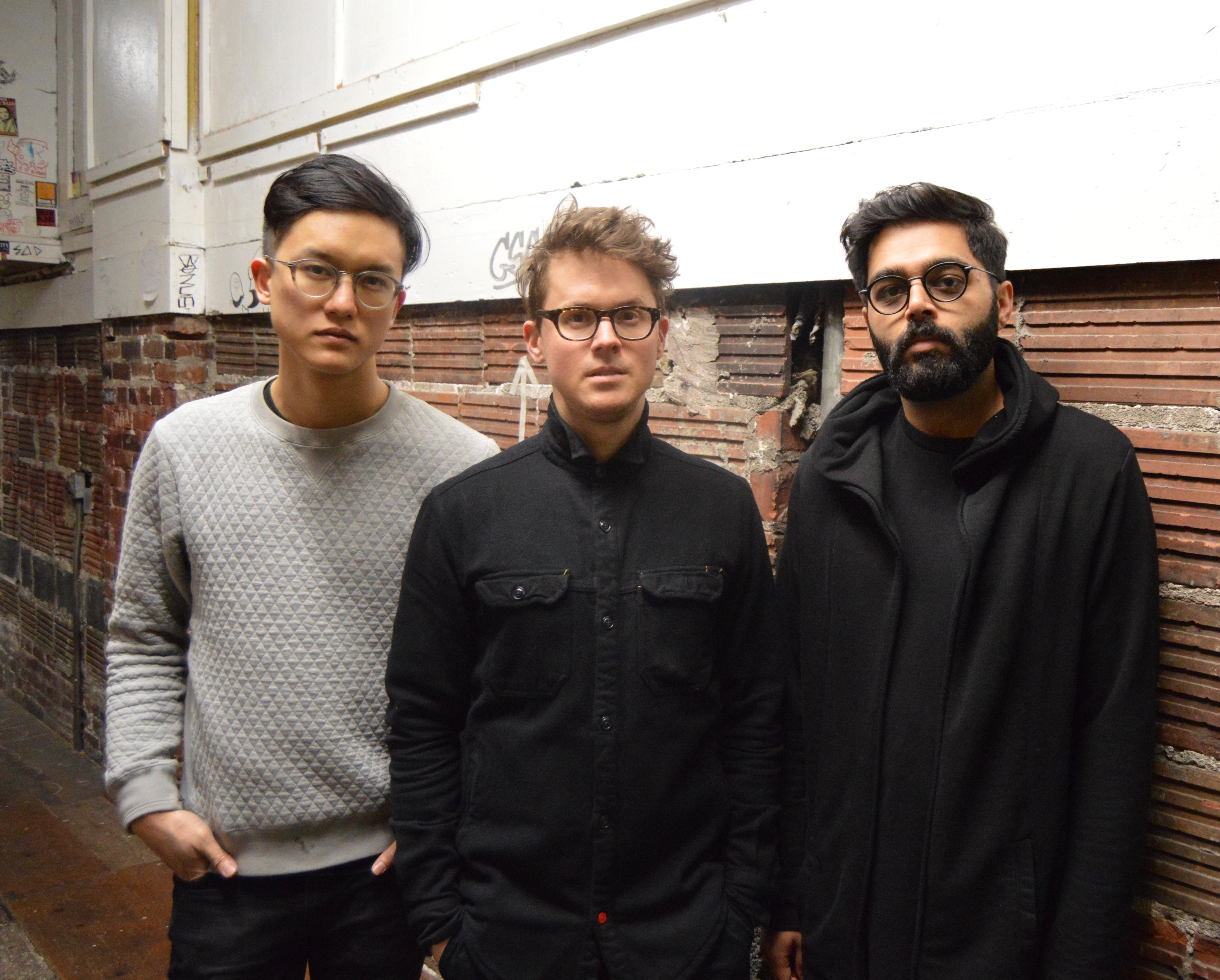
Das Musiktrio Son Lux zeichnete für den Soundtrack des Films verantwortlich.

Die Filmmusik steuerte das US-amerikanische Musiktrio Son Lux bei.
Die Komponisten wurden bereits früh im Entwicklungsprozess des Films von Schreier selbst an Bord geholt, um der Musik eine andere bestimmende Richtung zu verleihen, daneben wurde ihnen die finale Entscheidung zugestanden, in welchen Szenen Musik zum Einsatz kommen soll. Einen wichtigen Bestandteil bildete das Leitmotiv der Thunderbolts, welches im Film zunächst dekonstruiert in unterschiedlichen Musikstücken existiert, womit dem Trio zufolge die Figuren mit jeweils eigenen Einstellungen reflektiert werden, ehe mit dem Ende des Films das ganze Motiv gespielt wird. Dadurch sollte das Motiv dem Zuschauer als bekannt erscheinen und sich anfühlen, als hätte man es bereits zuvor gehört. Das Motiv von Sentry zeigt sich ebenfalls an mehreren Stellen im Film auf unterschiedliche Weisen, entsprechend der verschiedenen Persönlichkeiten der Figur und der damit einhergehenden Themen.
Das aus 32 Musikstücken bestehende Soundtrack-Album wurde am 30. April 2025 durch Hollywood Records veröffentlicht. In der Post-Credit-Szene war zudem bereits das von Michael Giacchino komponierte Hauptthema der neuen Fantastic Four zu hören.
| Nr.          | Titel                                    | Länge |
| ------------ | ---------------------------------------- | ----- |
| 1.           | There's Something Wrong with Me          | 1:32  |
| 2.           | I Needed That Face                       | 0:43  |
| 3.           | The Light Inside You Is Dim              | 1:22  |
| 4.           | Last Assignment                          | 1:46  |
| 5.           | I'm Not Here for You                     | 2:41  |
| 6.           | Countdown                                | 2:22  |
| 7.           | Forest Memory                            | 1:06  |
| 8.           | The Climb                                | 1:46  |
| 9.           | Walker's Memory                          | 1:01  |
| 10.          | Preparing for Lethal                     | 2:07  |
| 11.          | Every Man for Himself                    | 1:00  |
| 12.          | Maybe We'll All Get Out of Here Alive    | 2:00  |
| 13.          | First Flight                             | 1:25  |
| 14.          | Limo Chase                               | 2:04  |
| 15.          | It's Bucky!                              | 1:16  |
| 16.          | Welcome to the Watchtower                | 1:03  |
| 17.          | To Be Chosen                             | 1:31  |
| 18.          | For the Glory                            | 0:50  |
| 19.          | Left the Door Unlocked                   | 0:57  |
| 20.          | Introducing Sentry                       | 0:44  |
| 21.          | Unimpeachable                            | 1:17  |
| 22.          | Penthouse Fight                          | 1:22  |
| 23.          | It's Not Robert You Need to Be Afraid Of | 1:19  |
| 24.          | I Don't See Your Mistakes                | 1:34  |
| 25.          | No Use Fighting                          | 3:06  |
| 26.          | Yelena's Choice                          | 1:53  |
| 27.          | Searching for Bob                        | 1:58  |
| 28.          | The Attic                                | 1:23  |
| 29.          | Show Us the Worst                        | 1:29  |
| 30.          | You Can't Even Save Yourself             | 2:57  |
| 31.          | Not Alone                                | 2:50  |
| 32.          | Thunderbolts*                            | 3:27  |
| Gesamtlänge: | Gesamtlänge:                             | 48:31 |

### Marketing und Veröffentlichung

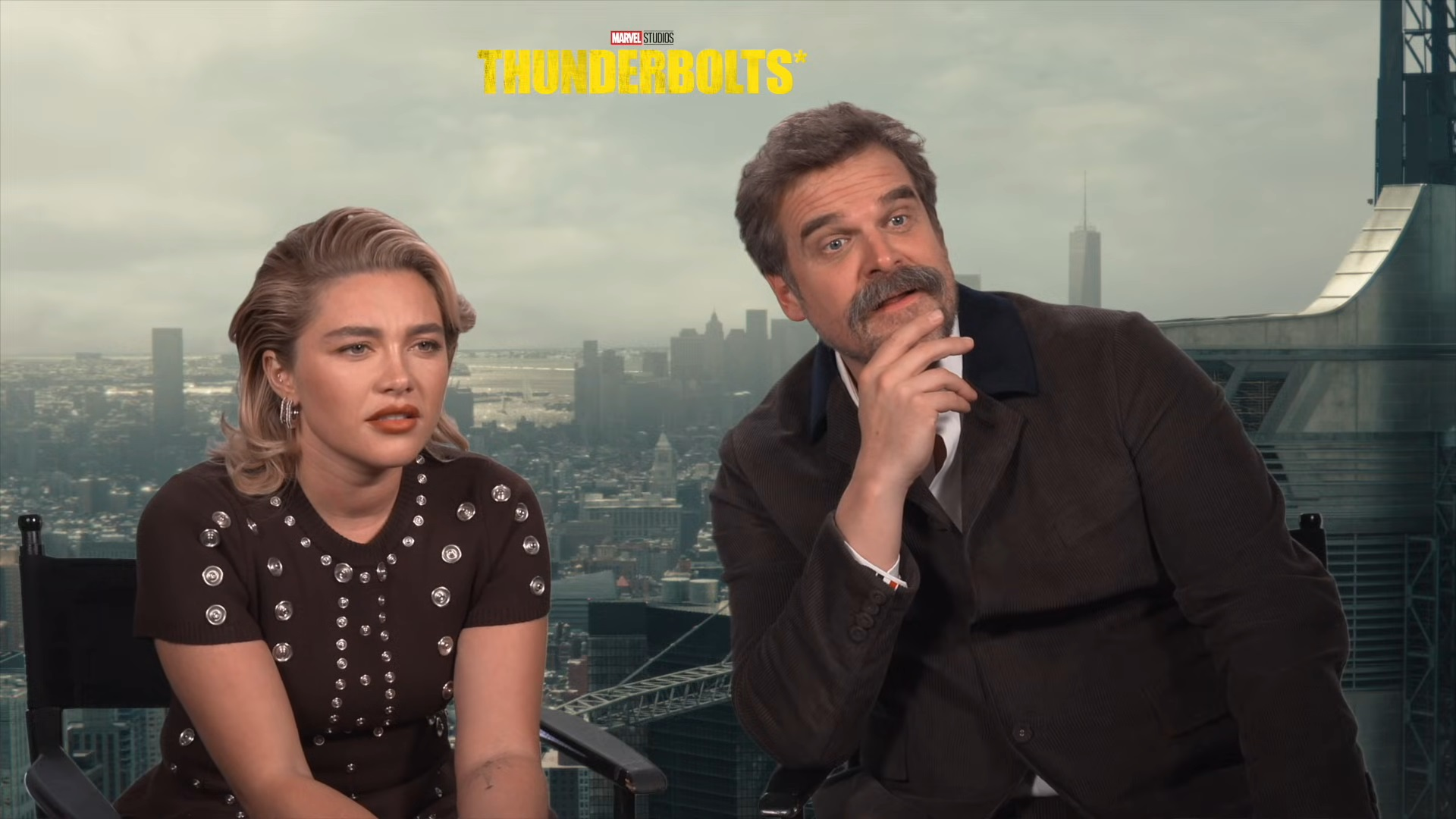
Hauptdarstellerin Pugh und ihr Filmvater Harbour im Rahmen der Pressetour des Films.

Im März 2024 wurde durch Darstellerin Pugh ein neues Logo mit dem angepassten Titel Thunderbolts* veröffentlicht.
Footage mit Blick hinter die Kulissen wurde im Juni 2024 auf der CineEurope präsentiert, auf der San Diego Comic-Con International wurde in Anwesenheit von Regisseur Schreier und der Besetzung hinter verschlossenen Türen eine erste Vorschau präsentiert.
Nach weiterem Footage innerhalb eines Videos seitens Marvel zum 85-jährigen Bestehen, wurde der Teaser Trailer von der Comic-Con samt einem ersten Poster am 23. September 2024 offiziell vorgestellt. Ein zweiter Trailer folgte im November 2024 im Rahmen der D23 Expo in Brasilien. Im Dezember 2024 veröffentlichte Entertainment Weekly als Promotion verschiedene Bilder aus dem Film.
Ein weiterer Trailer wurde am 9. Februar 2025 im Rahmen des Super Bowl veröffentlicht, parallel präsentierte man zwei neue Poster. Am 7. März 2025 wurde durch Marvel und in den Sozialen Medien durch Letterboxd ein zusätzlicher Trailer veröffentlicht, der stilistisch einer Vorschau auf eine A24-Produktion ähnelte. Anfang April 2025 wurde auf der CinemaCon in Anwesenheit der Darsteller Pugh, Russell, Harbour, John-Kamen und Louis-Dreyfus eine neue kurze Vorschau präsentiert, während der Öffentlichkeit abermals ein kurzer Teaser zugänglich gemacht wurde, der sich auf Sentry konzentrierte. Am 16. April 2025 erfolgte die Veröffentlichung eines finalen Trailers.
Als Anspielung auf einen Gag im Film kündigte Marvel Studios Ende April einen limitierten Vertrieb der Wheaties-Cornflakes-Schachteln mit dem Bild der Thunderbolts an. Die Marketingkampagne wurde auf 75 Millionen US-Dollar eingeschätzt.
Drei Tage nach dem Filmstart änderte Marvel Studios offiziell den Filmtitel von Thunderbolts* zu The New Avengers und veröffentlichte angepasstes Marketingmaterial mit der neuen Bezeichnung. Regisseur Schreier zufolge war jene Änderung von Anfang an gesetzt und Teil der Planung gewesen. Infolge der Änderung veröffentlichte Marvel Studios ein Video der Umbenennung durch die Hauptdarsteller und Schreier persönlich. Disney stellte dabei allerdings klar, dass mit der Änderung keine formelle Umbenennung vorgenommen wurde, sondern lediglich das Asterisk im Titel aufgelöst würde.

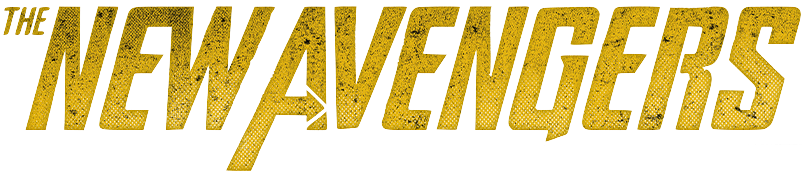
Das neue Logo mit dem angepassten Titel des titelgebenden Teams wurde drei Tage nach dem Start des Films präsentiert.

Die Weltpremiere von Thunderbolts* fand am 22. April 2025 in London statt, am 28. April 2025 wurde die Premiere in Los Angeles abgehalten.
Der Starttermin in den US-amerikanischen Kinos wurde auf den 2. Mai 2025 festgelegt. In Deutschland startete der Film am 30. April 2025.
Die digitale Veröffentlichung von Thunderbolts* erfolgte am 1. Juli 2025, ab dem 29. Juli 2025 erschien der Film mit Bonusmaterial auch auf DVD, Blu-ray und Ultra HD Blu-ray.
Am 27. August 2025 soll Thunderbolts* zudem ins Programm des Streaminganbieters Disney+ aufgenommen werden.

## Synchronisation
Die deutschsprachige Synchronisation entstand bei FFS Film- & Fernseh-Synchron in Berlin nach einem Dialogbuch von Klaus Bickert und unter der Dialogregie von Birte Baumgardt sowie Leonhard Mahlich.
| Rolle                                          | Schauspieler          | Synchronsprecher |
| ---------------------------------------------- | --------------------- | ---------------- |
| Yelena Belova                                  | Florence Pugh         | Ronja Peters     |
| Robert „Bob“ Reynolds / Sentry / Void          | Lewis Pullman         | Patrick Keller   |
| Alexei Shostakov / Red Guardian                | David Harbour         | Peter Flechtner  |
| James Buchanan „Bucky“ Barnes / Winter Soldier | Sebastian Stan        | Björn Schalla    |
| John Walker / U.S. Agent                       | Wyatt Russell         | Marcel Collé     |
| Ava Starr / Ghost                              | Hannah John-Kamen     | Runa Aléon       |
| Valentina Allegra de Fontaine                  | Julia Louis-Dreyfus   | Silvia Mißbach   |
| Antonia Dreykov / Taskmaster                   | Olga Kurylenko        | Natascha Geisler |
| Mel                                            | Geraldine Viswanathan | Maresa Sedlmeir  |
| Kongressabgeordneter Gary                      | Wendell Pierce        | Matti Klemm      |
| O.X.E.-Agent Holt                              | Chris Bauer           | Erich Räuker     |
| Olivia Walker                                  | Gabrielle Byndloss    | Laurine Betz     |

## Rezeption

### Einspielergebnis
Erste Prognosen Mitte April sahen das Einspielergebnis von Thunderbolts* zum Start in den USA bei 70 Millionen US-Dollar, Ende April reichten die Prognosen von 75 bis 80 Millionen US-Dollar.
Am Eröffnungstag konnte der Film 31,6 Millionen US-Dollar, am gesamten Eröffnungswochenende 76 Millionen US-Dollar, in den USA verbuchen, davon 11 Millionen in Previews, womit er sich den ersten Platz der US-amerikanischen Kino-Charts sicherte. Global verzeichnete der Film am Startwochenende 162 Millionen US-Dollar. Auch in der zweiten Woche verteidigte er mit 33,1 Millionen US-Dollar seine Spitzenposition. In der dritten Woche wurde der Film allerdings durch die Horror-Fortsetzung Final Destination: Bloodlines auf den zweiten Platz verdrängt.
Bis Mitte Juli konnte der Film weltweit 382 Mio. US-Dollar einspielen, davon alleine 189,9 Mio. in Nordamerika. Bei einem eingeschätzten Break-even-Point von 425 Millionen US-Dollar durch Produktions- und Marketingkosten blieb Thunderbolts* letztlich unter den Erwartungen und avancierte zu einem finanziellen Misserfolg für das Studio.
In Deutschland verzeichnete Thunderbolts* bisher 702.637 Kinobesucher und konnte bis zum 19. Juli 9,305 Mio. USD Einnahmen generieren.

### Kritiken
Vorab zum Start fielen die Reaktionen mehrheitlich positiv aus, wobei insbesondere die Darbietungen von Florence Pugh und Lewis Pullman als Stärken des Films herausgestellt wurden. Auf Rotten Tomatoes überzeugte Thunderbolts* 88 % der 374 gelisteten Kritiken. Auf Metacritic erreichte der Film basierend auf 53 Kritiken einen Metascore von 68 von 100 möglichen Punkten. Bei der von Zuschauern ermittelten CinemaScore-Wertung verzeichnete der Film ein „A–“.
Ross Bonaime erachtete Thunderbolts* in seiner Kritik für Collider.com als einen Schritt vorwärts und lobte die Behandlung ernster Themen wie Depression und Schmerz sowie den Balanceakt, den Regisseur Schreier angemessen bewerkstellige; neben der Kameraarbeit und dem Soundtrack von Son Lux glänze seitens der Besetzung neben Hauptdarstellerin Pugh vor allem Pullman als Bob / Sentry. Geteilt wurde diese Einschätzung ebenfalls durch den Spieleentwickler Hideo Kojima, der daneben den von Regisseur Schreier eingebrachten Sinn für Humor als perfekt befand.
Als einen „erfrischenden Hit nach mehreren Marvel-Fehlschlägen“ bezeichnete Bob Mondello den Film in seiner Besprechung für NPR. Auch Molly Freeman drückte in ihrem Fazit für Screenrant.com ihr Lob aus und stellte von der Darstellerriege maßgeblich Pugh und Pullman heraus, erste würde mit dem Film Yelena Belova in einer Weise verstehen, wie es ansonsten Sebastian Stan als Bucky Barnes oder Tom Hiddleston als Loki Laufeyson würden; mit gut geschriebener Charakter-Dynamik, abliefernden Actionsequenzen und emotionaler Wirkung bescheinigte sie dem Film ein gutes Herz, wenngleich der Schurke recht eindimensional gehalten sei.
Ähnlich positiv zeigte sich David Rooney in seiner Rezension für den Hollywood Reporter und hob unter anderem das Kreativteam hinter den Kulissen als Stärke des Films hervor; dabei erweise sich Pugh als mehr als fähig den Film anzuführen, während die komplexe Figur Bob wunderbar von Pullman verkörpert wird. Auch Paul Jenkins äußerte seine Zufriedenheit hinsichtlich Pullmans Leistung.
Pete Hammond von Deadline Hollywood zufolge verkörpere Pugh ihre Figur mit mehr Gravitas und liefere dadurch eine dunklere Darstellung als noch in Black widow ab. Lob erfuhr die Besetzung des Films, insbesondere Pugh, ebenfalls von Jake Coyle und Nicholas Barber in ihren jeweiligen Besprechungen für AP News und die BBC.
Zu einem gemischten Urteil kam Spencer Perry von comicbook.com, für den Thunderbolts* dann scheine, wenn Pugh in den Fokus gerückt würde, daneben lobte er Pullman und David Harbour als Alexei Shostakov sowie den dritten Akt; jedoch fühle sich Vieles vom Film insgesamt uninspiriert an und bediene sich an Teilen anderer Geschichten.

### Auszeichnungen
Astra Midseason Movie Awards 2025
- Nominierung als Bester Film
- Auszeichnung für die Beste Hauptdarstellerin (Florence Pugh)
- Nominierung für den Besten Nebendarsteller (Lewis Pullman)
- Nominierung für die Besten Stunts

Critics’ Choice Super Awards 2025
- Nominierung als Bester Superhelden-Film
- Nominierung für den Besten Schauspieler in einem Superhelden-Film (David Harbour)
- Nominierung für den Besten Schauspieler in einem Superhelden-Film (Lewis Pullman)
- Auszeichnung für die Beste Schauspielerin in einem Superhelden-Film (Florence Pugh)
- Nominierung für die Beste Schauspielerin in einem Superhelden-Film (Julia Louis-Dreyfus)
- Nominierung für den Besten Bösewicht in einem Film (Lewis Pullman)

Golden Trailer Awards 2025
- Nominierung für den Besten Trailer eines Fantasy-Abenteuerfilms

Nickelodeon Kids’ Choice Awards 2025
- Nominierung als Lieblings-Film
- Nominierung in der Kategorie Lieblings-Butt-Kicker (Florence Pugh)
- Nominierung in der Kategorie Lieblings-Butt-Kicker (Sebastian Stan)

## Zukunft
Wie durch eine Ankündigung seitens Marvel Studios im März 2025 bekannt wurde, sollen Florence Pugh, Sebastian Stan, David Harbour, Wyatt Russell, Hannah John-Kamen und Lewis Pullman in ihren jeweiligen Rollen auch in Avengers: Doomsday (2026) auftreten.